# Herman Van Breda
Herman Leo Van Breda (28 de febrero de 1911, Lier - 3 de marzo de 1974, Lovaina) fue un franciscano, filósofo y fundador de los Archivos Husserl en el Instituto Superior de Filosofía de la Universidad Católica de Lovaina en Bélgica.

## Primeros años y formación académico-religiosa
Van Breda nació y creció en Lier, en la provincia de Amberes. Al tomar el hábito franciscano, Leo Marie Karel Van Breda recibe el nombre de Herman.
El 19 de agosto de 1934 fue ordenado sacerdote y en 1936 comenzó a estudiar filosofía en la Universidad Católica de Lovaina, donde se doctoró en 1941 con una tesis sobre la fenomenología de Edmund Husserl. Más tarde se convirtió en profesor de la Universidad Católica de Lovaina, donde permaneció hasta su muerte en 1974.

## Archivos Husserl
Para la preparación de su tesis doctoral, bajo la dirección de Joseph Dopp, viajó a Friburgo (Alemania) en 1938, donde encontró, en el legado de Edmund Husserl (1859-1938), más de 40.000 manuscritos taquigráficos de Gabelsberger y su biblioteca de investigación completa. La situación política de Alemania en aquel momento le convenció de la necesidad de transportar estos manuscritos y la biblioteca privada de Husserl a Lovaina. Para sacar de contrabando los documentos de la Alemania nazi, necesitó el apoyo no sólo del rector de la Universidad Católica de Lovaina, sino también del gobierno belga. El entonces Primer Ministro belga, Paul-Henri Spaak, permitió a Van Breda llevar los documentos desde Friburgo a la embajada belga en Berlín y luego, mediante correos diplomáticos, puedo enviarlos a Lovaina, en Bélgica.
Van Breda también pudo convencer a los antiguos ayudantes de Husserl, Eugen Fink y Ludwig Landgrebe, para que colaboraran en la edición de estos documentos en Lovaina. Al comienzo de la Segunda Guerra Mundial, los documentos se guardaban en la biblioteca universitaria de Lovaina, que ardió en llamas el 17 de mayo de 1940. Afortunadamente, una semana antes del incendio, Van Breda decidió llevar los documentos al Instituto Superior de Filosofía.
En 1943 los documentos fueron, por seguridad, distribuidos por distintos lugares de Lovaina, entre ellos un refugio en el sótano del Instituto de Filosofía y la abadía de Postel. Después de la guerra fueron devueltos al Instituto de Filosofía, donde constituyen la base de la Husserliana.
Por su labor de difusión de la obra de Husserl fue investido doctor honoris causa por la Universidad de Friburgo. En 1960 recibió la Orden al Mérito de la República Federal de Alemania, 1ª clase.

## Muerte y legado
El padre Van Breda murió en 1974 a la edad de 63 años y fue sucedido por Samuel IJsseling como director de los Archivos Husserl. Las actividades del centro de investigación continúan hasta el día de hoy: además de los cuarenta y un volúmenes de las obras completas de Husserl publicados hasta la fecha, en 1977 se inauguró la serie Husserliana Dokumente, seguido en 2001 por Husserliana Materialien. Desde 1980, los Archivos Husserl supervisan también la traducción de las obras de Husserl al inglés (Collected Works).

## Obras seleccionadas
- Cultuurphilosophie (1943). Warny, Leuven.
- Problèmes actuels de la phénoménologie (1952). Desclée de Brouwer, Bruxelles (ed.).
- Husserl et la pensé moderne (1959). Martinus Nijhoff, La Haye (editado junto a Jacques Taminiaux).
- “Maurice Merleau-Ponty et Les Archives-Husserl à Louvain.” Revue de Métaphysique et de Morale 67, no. 4 (1962): 410–30.
- Geschichte des Husserl-Archivs Leuven. History of the Husserl-Archives Leuven (2007). Berlin, Springer (en coautoría con Thomas Vongehr)
- "El rescate del legado husserliano y la fundación del Archivo Husserl". Revista de Occidente (344),75-125, 2010.